# 姚仲康
姚仲康（1919年—2006年12月23日），山西芮城人，中华人民共和国军事人物、外交官。

## 生平
1937年，姚仲康参加山西牺牲救国同盟会。同年参加山西青年抗敌决死队。解放战争期间，任四野某师政治部主任。1950年，调入外交部工作，出任中华人民共和国驻加尔各答总领事。1953年回国，从事统战工作。文革后调总参二部副部长，享正军级待遇。1985年离休。2006年12月23日，姚仲康在北京去世。